# Zwiefalten
Zwiefalten é um município da Alemanha, no distrito de Reutlingen, na região administrativa de Tubinga, estado de Baden-Württemberg.

## Localização geográfica
O nome deriva de sua localização nos vales de Zwiefalter Aach e Kessel-Aach e foi mencionado pela primeira vez como Zwivaltum em 904.

## Comunidades vizinhas
As seguintes cidades e vilas fazem fronteira com o município de Zwiefalten (listado no sentido horário a partir do norte) e pertencem ao distrito de Reutlingen e ao distrito de Alb-Donau¹ e ao distrito de Biberach: Hayingen, Emeringen, Riedlingen, Langenenslingen e Pfronstetten.

## Arranjo do município
O município de Zwiefalten com as partes do município Baach, Gauingen, Gossenzugen, Hochberg, Mörsingen, Sonderbuch e Upflamör Zwiefalten incluem um total de sete aldeias, uma aldeia (Attenhöfen) e três jardas (Loretto, Bühlhof, Straubinger).

## História
Zwiefalten deve seu antigo valor à Abadia Beneditina de Zwiefalten, fundada em 1089 por monges de Hirsau. Até o século 15 o convento conseguiu comprar um grande território no Jura suábio. Em 1525, durante a Guerra dos Camponeses Alemães, camponeses saquearam o mosteiro.
Para área do mosteiro Zwiefalten foram os lugares
- Aichelau (hoje Pfronstetten)
- Aichstetten (hoje Pfronstetten)
- Daugendorf (hoje Riedlingen)
- Dürrenwaldstetten (hoje Langenenslingen)
- Geisingen (hoje Pfronstetten)
- Mörsingen (hoje Zwiefalten)
- Neuhausen an der Erms (1750, hoje Metzingen)
- Oberstetten (hoje Hohenstein)
- Ödenwaldstetten (1750, hoje Hohenstein)
- Pfronstetten
- Tigerfeld (hoje Pfronstetten)
- Unlingen
- Upflamör (hoje Zwiefalten)
- Wilsingen (hoje Trochtelfingen)

Pintura do teto em Münster Na secularização de 1803, o mosteiro foi dissolvido à força. 1812 o sanatório real de Württemberg foi estabelecido nos edifícios do mosteiro.
Como parte dos assassinatos de eutanásia nazistas da Ação T4, o Hospital Estadual e o Sanatório Zwiefalten eram um depósito intermediário para o centro de extermínio Grafeneck Castle. Pelo menos 1 673 mulheres, homens, adolescentes e crianças doentes mentais foram "realocados" em 1939/40 em Zwiefalten em outras instituições públicas ou para Grafeneck. Os chamados "ônibus cinzas" da Gemeinnützige Krankentransport GmbH (Gekrat) sempre estiveram na cidade nesse período. Os pacientes e residentes vieram de Ellwangen, Fußbach, Heggbach, Kaufbeuren, Konstanz, Kork, Krautheim, Liebenau, Maria Berg, Rastatt, Sinsheim e Stetten im Remstal. Como parte da ação de "eutanásia" T4, o primeiro transporte de 50 mulheres deixou Zwiefalten em 2 de abril de 1940. Até 9 de dezembro de 1940, mais de 1 000 pacientes foram deportados e mortos em 22 transportes de Zwiefalten para Grafeneck. No entanto, a morte de pacientes em Zwiefalten foi continuada com morfina ou seringa triional. Em 1949, a ex-diretora Martha Fauser (1940-1945) foi condenada a uma pena de prisão de apenas um ano e seis meses pelo "crime de homicídio culposo". Uma pedra memorial no cemitério comemora este evento.  Hoje o antigo mosteiro é o centro da Clínica de Psiquiatria Münster Zwiefalten.

### Baach com Attenhöfen
Incorporada em 1938, (535 m acima do nível do mar; 260 habitantes) Baach está na estrada de Riedlingen para Aachtal. Attenhöfen é uma aldeia de quatro fazendas em uma colina acima da margem direita de Aach e a cidade mais meridional no distrito de Reutlingen.

### Gossenzugen
Incorporada em 1938, (545 m acima do nível do mar; 120 habitantes) Gossenzugen está localizada a noroeste de Zwiefalten, no vale de Zwiefalter Aach.

### Gauingen
Incorporada em 1 de Janeiro de 1975 (738 m acima do nível do mar; 140 habitantes) Gauingen está em Hochalb na estrada para Reutlingen (B 312). Uma aldeia de rua que desce da superfície alta em um vale lateral de Zwiefalter Aach.

### Hochberg
Incorporada em 1 de Janeiro de 1975. (685 m acima do nível do mar; 80 habitantes) Hochberg fica cinco quilômetros acima de Zwiefaltens para oeste, na borda do Tobeltal.

### Mörsingen
Incorporada em 1º de fevereiro de 1972 (661 m acima do nível do mar; 100 habitantes) Mörsingen fica em um vale no Jura suábio, cerca de 5 km a sudoeste de Zwiefalten.

### Sonderbuch
Incorporada em 1º de janeiro de 1975 (674 m acima do nível do mar; 190 habitantes) Sonderbuch está situado na encosta de um vale lateral a nordeste de Zwiefalten.

### Upflamör
Incorporada em 1 de Janeiro de 1974 (740 m acima do nível do mar; 90 habitantes) Upflamör é a aldeia mais alta e está localizada a oeste de Zwiefalten. Veja também: Montanha da Conquista.

## Desenvolvimento Populacional
Os números da população são resultados do censo (¹) ou atualizações oficiais do Instituto Estadual de Estatística (apenas residências primárias).
- Data População
- 1 de dezembro de 1871 ¹ 2045
- 1 de dezembro de 1900 ¹ 2414
- 17 de maio de 1939 ¹ 2559
- 13 de setembro de 1950 ¹ 2879
- 6 de Junho de 1961 ¹ 3037
- 27 de maio de 1970 ¹ 3000
- 25 de maio de 1987 ¹ 2334
- 31 de dezembro de 1995 2273
- 31 de dezembro de 2000 2180
- 30 de setembro de 2003 2166
- 31 de dezembro de 2005 2133
- Dezembro 31, 2010 2067
- 31 de dezembro de 2020 2251

## História
Fundada na confluência de dois rios, Zwivaltum foi mencionada pela primeira vez em um documento do rei Luís IV datado de 15 de junho de 904, mas a reivindicação da cidade para a fama é o seu antigo mosteiro beneditino, a Abadia de Zwiefalten, que foi fundada em 1089 por monges de Hirsau. Os condes Luitold von Achalm e Kuno von Wülflingen fizeram extensas doações ao mosteiro. Havia também um convento no local, mas no século 14 ele não estava mais lá. Até o século 15, o mosteiro foi influente, mas em 1525 a Guerra dos Camponeses Alemães resultou na pilhagem do mosteiro.
Em 1750, a abadia recebeu o status de Reichsabtei, o que significava que ela tinha o status de uma potência independente sujeita apenas à Coroa Imperial e estava livre do domínio de Württemberg. Em 1802, no entanto, o mosteiro foi dissolvido como parte da mediatização alemã. Hoje faz parte do hospital psiquiátrico.

Como Catedral de Notre-Dame, a igreja em 1806 secularizou abadia, considerada uma obra-prima do barroco tardio alemão. A construção foi iniciada em 1739 pelos irmãos Joseph e Martin Schneider e concluída em 1765 por Johann Michael Fischer. O rico interior da igreja contém uma imagem milagrosa gótica tardia de 1430 e tetos barrocos com afrescos e um retábulo de Franz Joseph Spiegler, afrescos de Andreas Meinrad von Au, trabalhos de estuque de Johann Michael Feuchtmayer d. J., também esculturas e um coro de Johann Joseph Christian.